# El libro negro (Ilyá Ehrenburg y Vasili Grossman)
El Libro negro (en ruso : Черная Книга, transliteración yiddish : Dos shvartse bukh, título completo : El Libro negro sobre la malvada exterminación de los judíos por los invasores fascistas alemanes en las regiones provisionalmente ocupadas de la URSS y en los campos de exterminio en Polonia durante la guerra de 1941-1945) es un libro elaborado bajo los auspicios del Comité antifascista judío destinado a recoger los testimonios y documentos sobre el exterminio de los judíos y su participación en la resistencia armada en los territorios de la URSS ocupados por el ejército alemán durante la Segunda Guerra Mundial. La redacción del Libro negro fue llevada a cabo bajo la dirección de Ilyá Ehrenburg y Vasili Grossman con la participación de otros 38 autores.

## Origen del proyecto
Según Itzik Feffer, la idea de publicar un Libro negro es de Albert Einstein y de los escritores Sholem Asch y Ben-Zion Goldberg que hicieron la propuesta al Comité antifascista judío a finales de 1942.
La decisión definitiva es tomada en verano de 1943 en un viaje a través de Estados Unidos por parte de Solomón Mijoels y Itzik Fefer tras las peticiones reiteradas de Einstein y de sus colegas, y tras haber obtenido el acuerdo de la dirección del Comité central del Partido comunista de la URSS.
El Comité recibe entonces la autorización de reunir los documentos y de cooperar con el Comité editorial americano para hacer posible la publicación conjunta en Estados Unidos y en la Unión Soviética (aunque esa publicación quedaba todavía en suspenso). Una comisión literaria del Libro negro es creada y es presidida por Ilyá Ehrenburg.

## Recopilación de documentos
La recopilación de documentos es llevada a cabo en gran parte por Ilyá Ehrenburg y Vasili Grossman. Presentes en el frente en tanto que periodistas, acompañan al Ejército Rojo en los territorios recién liberados de la ocupación nazi y empiezan a reunir a partir de 1943 documentos y testimonios sobre las masacres cometidas por los nazis. Vasili Grossman es el primero que escribe sobre los campos de exterminio nazis al entrar en Treblinka en julio de 1944. Su relato, El infierno de Treblinka (Треблинский ад) sirve de testimonio en los juicios de Núremberg. 
La documentación recogida estaba destinada inicialmente como testimonio para la historia, pero también como prueba de los crímenes nazi, del genocidio judío y para la lucha contra el antisemitismo.

## Prohibición del libro
A principios de 1946, una versión parcial del manuscrito es difundida en el extranjero, en diez países, entre ellos Estados Unidos y Rumanía donde sirve de base a dos publicaciones en Nueva York y Bucarest. La publicación en ruso sin embargo es definitivamente anulada por decisión del Comité central del Partido comunista en octubre de 1947.
La razón de la prohibición es que iba en contra de la política oficial soviética que consistía en presentar las atrocidades cometidas por los nazis como crímenes contra los ciudadanos soviéticos y negando la especificidad del genocidio judío. El régimen estalinista evoluciona entonces hacia un antisemitismo que estigmatiza el supuesto « cosmopolitismo sin raíces » de los judíos rusos.
A pesar de la prohibición del libro, una versión de 1947 corregida por Vasili Grossman es confiada a una amiga muy cercana, Ekaterina Zabolótskaia. Esta última transmite en 1970 los documentos a Nikolái Kaverin que los devuelve a la hija de Ilyá Ehrenburg, Irina Ehrenburg. Es ella quien consigue sacar clandestinamente los documentos fuera de la URSS, permitiendo así la primera publicación íntegra del libro en 1993 en Vilnius. El Libro negro solo será publicado en Rusia en 2010.
Irina Ehrenburg también encuentra en los archivos de su padre un informe titulado Cuestiones judías que contiene numerosos documentos que no fueron incluidos en El libro negro. Esos documentos, publicados en ruso en 1994 con el título de Los judíos soviéticos escriben a Ilyá Ehrenburg, 1943-1946, fueron después traducidos en hebreo y en inglés bajo el título de The Unknown Black Book.

## Los autores
- Margarita Aliguer
- Moché Altschuler
- Pável Antokolski
- Vagram Apressián
- L. Bazárov
- Mijaíl Chambadal
- M. Chneinman
- Maria Shkápskaia-Andréieva
- Víktor Shklovski
- Abraham Derman
- Abraham Efros
- Ilyá Ehrenburg
- Meir Eline
- Shajno Epstein
- Itzik Feffer
- Ruvim  Fraerman
- Efim Hechman
- Valeria Guerásimova
- Leib Goldberg
- Vasili Grossman
- Vasili Iliénkov (padre de Évald Iliénkov)
- Vera Ínber
- Vsévolod Ivánov
- Yákov Iosad
- Veniamín Kaverin
- Rachel Kovnator
- Leib Kvitkó
- Vladímir Lidine (Gomberg)
- Bernard Mark
- Solomón Mijoels
- Gheorgui Munblit
- Hirch Ocherovich
- Lev Ózerov
- Ovaldi Sávich
- Lidia Seifúlina
- Hirch Smolar
- Abraham Sutzkever
- Leib Stronguine
- Ósip Chorny
- Ilyá Traïnine